# Peromyia
Peromyia är ett släkte av tvåvingar som beskrevs av Jean-Jacques Kieffer 1894. Peromyia ingår i familjen gallmyggor.

## Dottertaxa tillPeromyia, i alfabetisk ordning[1][2]
- Peromyia abdita
- Peromyia aberrans
- Peromyia abnormis
- Peromyia acutula
- Peromyia albicornis
- Peromyia aleemkhani
- Peromyia almensis
- Peromyia ampla
- Peromyia anatina
- Peromyia angellifera
- Peromyia angulata
- Peromyia anisotoma
- Peromyia anocellata
- Peromyia apposita
- Peromyia aurantiaca
- Peromyia austrina
- Peromyia autumnalis
- Peromyia avia
- Peromyia ayaensis
- Peromyia baccha
- Peromyia bengalensis
- Peromyia bertviklundi
- Peromyia bicolor
- Peromyia bidentata
- Peromyia bihamata
- Peromyia bipuncta
- Peromyia borealis
- Peromyia boreojaponica
- Peromyia boreophila
- Peromyia capitata
- Peromyia caricis
- Peromyia carinata
- Peromyia carpathica
- Peromyia cassa
- Peromyia centrosa
- Peromyia clancula
- Peromyia clandestina
- Peromyia composita
- Peromyia concitata
- Peromyia cornuta
- Peromyia culta
- Peromyia curta
- Peromyia decurvata
- Peromyia denotata
- Peromyia derupta
- Peromyia diadema
- Peromyia didhami
- Peromyia directa
- Peromyia discreta
- Peromyia dissona
- Peromyia doci
- Peromyia edwardsi
- Peromyia emarginata
- Peromyia extensa
- Peromyia fagiphila
- Peromyia fibyensis
- Peromyia fujiensis
- Peromyia fungicola
- Peromyia galapagensis
- Peromyia gemella
- Peromyia gotohi
- Peromyia gryphiswaldensis
- Peromyia horridula
- Peromyia ibarakiensis
- Peromyia imperatoria
- Peromyia indica
- Peromyia insueta
- Peromyia intecta
- Peromyia intermedia
- Peromyia intonsa
- Peromyia katieae
- Peromyia latebrosa
- Peromyia leveillei
- Peromyia lobata
- Peromyia lobuscorum
- Peromyia longicostalis
- Peromyia maetoi
- Peromyia mediterranea
- Peromyia membranacea
- Peromyia memoranda
- Peromyia menzeli
- Peromyia mica
- Peromyia miniuscula
- Peromyia minutissima
- Peromyia mitrata
- Peromyia miyazakiensis
- Peromyia modesta
- Peromyia monilis
- Peromyia montivaga
- Peromyia mountalbertiensis
- Peromyia multifurcata
- Peromyia muscorum
- Peromyia nemorum
- Peromyia neomexicana
- Peromyia novaezealandiae
- Peromyia obesa
- Peromyia obunca
- Peromyia ogawaensis
- Peromyia okochii
- Peromyia orientalis
- Peromyia ornata
- Peromyia ovalis
- Peromyia paliformia
- Peromyia palposa
- Peromyia palustris
- Peromyia penicillata
- Peromyia penisulae
- Peromyia perardua
- Peromyia perpusilla
- Peromyia pertrita
- Peromyia photophila
- Peromyia pilosa
- Peromyia plena
- Peromyia podolica
- Peromyia praeclara
- Peromyia pumila
- Peromyia puncta
- Peromyia ramosa
- Peromyia ramosoides
- Peromyia rara
- Peromyia revelata
- Peromyia rhombica
- Peromyia rotoitiensis
- Peromyia ryukyuensis
- Peromyia sacculiformia
- Peromyia sanguinea
- Peromyia scirrhosa
- Peromyia scutellata
- Peromyia semota
- Peromyia semotoides
- Peromyia sera
- Peromyia serrata
- Peromyia setosa
- Peromyia seychellensis
- Peromyia simpla
- Peromyia sinuosa
- Peromyia sphaerica
- Peromyia sphenoides
- Peromyia spinigera
- Peromyia spinosa
- Peromyia squamigera
- Peromyia squarrosa
- Peromyia subanatina
- Peromyia subapicalis
- Peromyia subbicolor
- Peromyia subborealis
- Peromyia subcurta
- Peromyia suberis
- Peromyia syltefjordensis
- Peromyia tecta
- Peromyia tenella
- Peromyia trifida
- Peromyia trifurcata
- Peromyia tripuncta
- Peromyia truncata
- Peromyia tschirnhausi
- Peromyia tsukubasanensis
- Peromyia tumida
- Peromyia tundrae
- Peromyia upupoides
- Peromyia valens
- Peromyia vernalis
- Peromyia viklundi
- Peromyia yezoensis